# مسطرة النقاش (كوكبة)

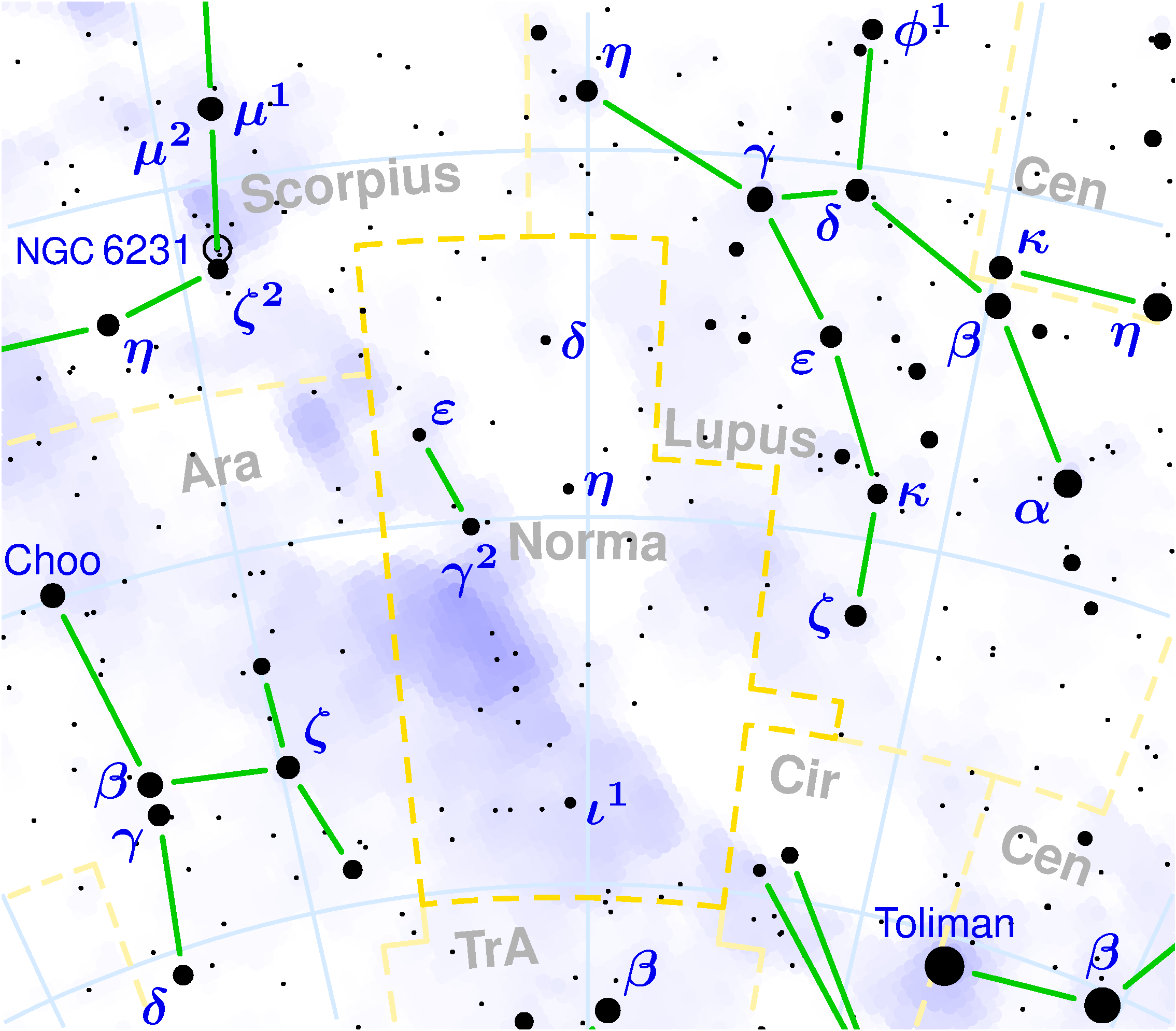
الصورة لبرج مسطرة النقاش

كوكبة مسطرة النقاش (بالإنجليزية: Norma constellation)‏ هيَ كوكبة صغيرة توجد بين كوكبة العقرب وَكوكبة قنطورس.
وبرج مسطرة النقاش برج صغير، ومن أبراج نصف الكرة الأرضية الجنوبي؛ ويقع إلى الشمال من برج المثلث الجنوبي.
ومن التجمعات النجمية الموجودة في برج مربع النجار: NGC 5925, NGC 5946, NGC 5999, NGC 6031, NGC 6067.